# Rehdener Geestmoor-Regenerationsgebiet
Das Rehdener Geestmoor-Regenerationsgebiet ist ein ehemaliges Naturschutzgebiet in den niedersächsischen Gemeinden Rehden und Hemsloh in der Samtgemeinde Rehden im Landkreis Diepholz.
Das Naturschutzgebiet mit dem Kennzeichen NSG HA 089 war 591 Hektar groß. Es war nahezu vollständig Bestandteil des FFH-Gebietes „Rehdener Geestmoor“ und des EU-Vogelschutzgebietes „Diepholzer Moorniederung“. Das Gebiet stand seit dem 12. Dezember 1985 unter Naturschutz. Zum 2. November 2018 wurde es mit dem Rehdener Geestmoor zusammengelegt. Zuständige untere Naturschutzbehörde war der Landkreis Diepholz.
Das Hochmoorgebiet liegt südlich von Rehden und nordwestlich von Wagenfeld in der Diepholzer Moorniederung. Es war vollständig vom Naturschutzgebiet „Rehdener Geestmoor“ umschlossen. Nordöstlich des Moores liegt der Höhenzug Kellenberg. Das Moorgebiet ist fast vollständig industriell abgetorft worden. Zum Zeitpunkt der Unterschutzstellung fand noch Torfabbau statt. Das Moor wurde nach dem Ende des Torfabbaus vollständig zur Renaturierung hergerichtet und die Flächen wiedervernässt, wodurch sich wieder moortypische Flora und Fauna angesiedelt hat.
Das Moorgebiet wird über Gräben zur Wagenfelder Aue und zum Rhien und zur Graft (Bruchkanal) und somit schließlich in die Hunte entwässert.